# Bizantsko-vandalski rat
Bizantsko-vandalski rat je bio rat u sjevernoj Africi. Vodio se na području današnjeg Tunisa i istočnog Alžira.
Borbe su se vodile od 533. do 534. između snaga Istočnog Rimskog Carstva (Bizanta) i Vandalskog Kraljevstva koje je imalo sjedište u Kartagi. To je bio prvi od ratova Justinijana I. kojim je nastojao obnoviti Rimsko Carstvo vraćajući zemlje koje su nekad pripadale Zapadnom Rimskom Carstvu.
Pohod je rezultirao uspjehom. Vandalska država je razorena, a rimska vlast je vraćena na području starorimske provincije Afrike. 
Bizantskim snagama je zapovijedao Belizar. Činilo ih je 10 tisuća pješaka i 5 tisuća konjanika. Vandalskim snagama je zapovijedao Gelimer. Većinom je to bilo konjaništvo, njih 30 tisuća.

## Pozadina događaja
Dok je Zapadno Rimsko Carstvo bilo u nevoljama tijekom prvih desetljeća 5. stoljeća, pleme Vandala u savezu s Alanima naselilo se na Pirenejskom poluotoku. Godine 429. vandalski kralj Gejzerik kojeg je pozvao afrički vicarius Bonifacije prešao je gibraltarski tjesnac sa svojim narodom u rimsku sjevernu Afriku. Uz mjesne rimske postrojbe koje su bile znatno oslabljene zbog Bonifacijeve pobune i smrti 432., Vandalima je bio otvoren put zauzeti provinciju. Kartaga je pala 439. i u narednih 20 godina je Gejzerik uspostavio svoju vlast ne samo nad rimskim provincijama dijeceze Afrike, nego i nad Sicilijom, Sardinijom, Korzikom te Balearskim otocima koje je osvojio svojom moćnom mornaricom.